# Алис Ив
Алис Ив (енгл. Alice Eve; 6. фебруар 1982) британска је глумица најпознатија по улогама у филмовима Почетно питање, Прелазак преко, Она је превише добра за мене, Секс и град 2, Гавран, Људи у црном 3 и Зведане стазе: Према тами.

## Филмографија
| Година | Наслов                       | Улога           | Напомене |
| ------ | ---------------------------- | --------------- | -------- |
| 2004   | Позоришна лепота             | Госпођица Фрејн |          |
| 2006   | Почетно питање               | Алис Хорбинсон  |          |
| 2006   | Велико ништа                 | Џози            |          |
| 2009   | Прелазак преко               | Клер Шепард     |          |
| 2010   | Она је превише добра за мене | Моли            |          |
| 2010   | Секс и град 2                | Ерин            |          |
| 2011   | Изнајмљена млада             | Лара Тајлер     |          |
| 2012   | Банкомат                     | Емили Брент     |          |
| 2012   | Гавран                       | Емили Хамилтон  |          |
| 2012   | Људи у црном 3               | Млађа агент О   |          |
| 2012   | Декодирање Ени Паркер        | Луиз            |          |
| 2013   | Долази хладна ноћ            | Клои            |          |
| 2013   | Звездане стазе: Према тами   | Керол Маркус    |          |